# Harrison (Mars)

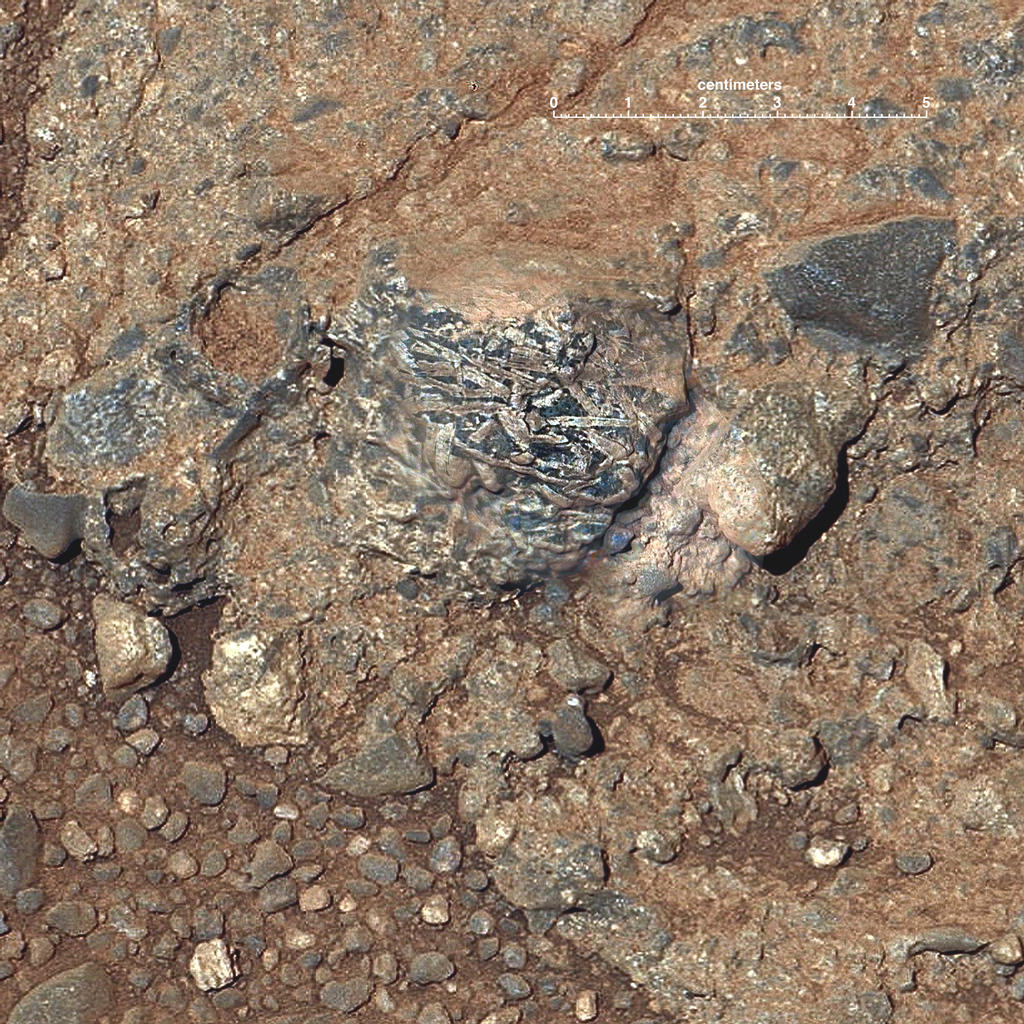
Skała Harrison

Harrison – bazaltowa skała znajdująca się w kraterze Gale na Marsie. Została odkryta i przebadana przez instrument ChemCam łazika Curiosity w 514 marsjańskim dniu (15.01.2014) misji łazika na Marsie.